# Dryadillo uenoi
Dryadillo uenoi is een pissebed uit de familie Armadillidae. De wetenschappelijke naam van de soort is voor het eerst geldig gepubliceerd in 1995 door Nunomura.